# Ерін Фенікс
Ерін Фенікс (англ. Erin Phenix, 3 січня 1981) — американська плавчиня.
Олімпійська чемпіонка 2000 року.